# ボーグ・クイーン
ボーグ・クイーン（Borg Queen）は、アメリカのSFテレビドラマ『スタートレック』シリーズに登場する架空の人物。女性。初登場は劇場版『スタートレック ファーストコンタクト』で、演じたのはアリス・クリーグ（『スタートレック:ローワー・デッキ』、『スタートレック:ピカード』シーズン3でも声で出演した。日本語版の声優：野沢由香里）。『スタートレック:ヴォイジャー』では、スザンナ・トンプソンが演じた（ただし、最終話では再びアリス・クリーグが演じている。日本語版の声優：榊原良子）。『スタートレック:ピカード』シーズン2ではアニー・ワーシングが演じる。日本語版の声優： 佐古真弓。

## ボーグの支配者
ボーグ・クイーンは、『新スタートレック』で初登場した敵役、機械生命体ボーグ集合体の支配者として描かれている。個人という概念が存在しないボーグ社会において、ボーグドローンは常に自分のことを「我々」と複数形で呼称するが、クイーンは唯一「私」と単数形で自分を呼称し、詩人のような言い回しを好み、個性や感情を持っているかのように振舞う特異で矛盾に満ちた存在である。
クイーンは『劇場版第8作：ファーストコンタクト』に初めて登場する。『スタートレック：ヴォイジャー』では二度登場するが、同一人物か別人物かは明らかでない。『スタートレック：ピカード』には明確に異なる二人のクイーンが登場する。『ヴォイジャー』最終話と『ピカード』最終話に登場するクイーンは同一人物であり、『ヴォイジャー』最終話の結果、ボーグ集合体が崩壊しつつあると『ピカード』最終話のクイーンが語る。『ヴォイジャー』109話「ボーグ暗黒フロンティア計画」においては、蜂や蟻などの昆虫コロニーの女王に近いとされる。ボーグ艦ごと、もしくは「ユニマトリックス」「トリマトリックス」といった区分けごとに、クイーンが何人か存在しているのかどうかもはっきりしていない。またクイーン自体も元は他の種族から同化改造されたボーグドローンであり「クイーン」という立場を与えられボーグ集合体全体の意思を代弁しているにすぎないともいえる。
『スタートレック・エンタープライズ』において、第5シーズン以降の計画としてボーグ・クイーンの起源を扱う案があったが、第4シーズンで打ち切りになったため実現しなかった。
『ピカード』シーズン2では、新たなクイーン誕生が描かれる。分岐した時間線で人類の捕虜となっており、分岐の時間と場所に関する情報を持つ。このボーグクイーンを見た時のセブン・オブ・ナインのセリフから、クイーンは複数おり、『ピカード』に登場しているクイーンはこれまで(『ファーストコンタクト』及び『ヴォイジャー』)に登場した個体と違い、よく見られるタイプのクイーンとされている。2024年にピカードらを連れて時間旅行し、アグネス・ジェラティ博士に殺されるもナノプローブを注入して彼女が人格を部分的に残しながら新たなクイーンとなる。征服ではなく協力によりボーグ集合体を建設するために地球を飛び立つ。その後、2401年には惑星連邦と協力して破滅的な現象を阻止し、ボーグ集合体を暫定的に連邦に加盟させる。
『ピカード』シーズン3では、『ヴォイジャー』でのジェインウェイの行動により、崩壊しかけた集合体の指導者として登場する。木星にボーグ・キューブを隠し、可変種と組んで惑星連邦への復讐を図る。ピカードに組み込まれていたボーグ作成の遺伝子を回収し、転送装置を使う艦隊員たちに組み込む。フロンティア・デーで一斉に発現させて同化し、反乱させて艦隊全体を同化する。この遺伝子を受け継いだピカードの息子ジャックをボーグ・キューブに呼び寄せてナノプローブを注入し同化する。遺伝子発現による同化に、ボーグの未来を賭ける。だが、司令塔となっていたジャックをピカードに奪回され、エンタープライズ-Dによるボーグ・キューブ爆破で死ぬ。

## 外見、性格
全身をサイボーグ化されてはいるが、ドローンのように無骨な外見ではなく、柔らかで、一見すると華奢にも見える外見をしている。『ファーストコンタクト』では胸より上だけの姿で登場し、必要に応じて下部の肉体に接続して完全体となる。『ピカード』シーズン2に登場した際は、捕虜として腰より上だけの姿で登場する。物腰や喋り方は女王らしく優美かつ高慢であり、ある意味エキゾチックで魅力的とも言える雰囲気を漂わせている。『ファーストコンタクト』で誘惑されたデータは、一瞬とは言え彼女に魅力を感じた。
その行動はボーグの中枢を担う存在だけに、極端なまでに合理的かつ冷徹である。集合体全体を救うためであれば、たとえそれが万単位の人数であっても、ためらうことなく一部のボーグを犠牲にし、目的のためにはどんな手段を取る事も厭わない。そこに人間的な感情が入り込む余地は全くない。
一方で、『ファーストコンタクト』においてはピカードやデータに対して激高したり、『ヴォイジャー』ではセブン・オブ・ナインが自分の前から逃走した際には悔しそうな表情を見せたりと、感情的とも思える一面を度々見せている。

## ボーグ・クイーンが登場するエピソード
劇場版『スタートレック ファーストコンタクト』（Star Trek: First Contact）

『スタートレック:ヴォイジャー』
- 第109話/110話「ボーグ暗黒フロンティア計画」（Dark Frontier, Part I/Part II）
- 第146話/147話「聖域ユニマトリックス・ゼロ」（Unimatrix Zero, Part I/Part II）
- 第171話/172話「道は星雲の彼方へ」（Endgame, Part I/Part II）

『スタートレック:ローワー・デッキ』
- 第18話 「セリトスクルーの実力テスト」(I, Excretus)

『スタートレック:ピカード』
- 第11話「スターゲイザー」 (The Star Gazer)
- 第12話「処罰」 (Penance)
- 第13話「同化」 (Assimilation)
- 第14話「ウォッチャー」 (Watcher)
- 第15話「Qの陰謀」 (Fly Me to the Moon)
- 第16話「2人のピカード」 (Two of One)
- 第17話「モンスター」 (Monsters)
- 第18話「情け」 (Mercy)
- 第19話「かくれんぼ」 (Hide and Seek)
- 第20話「別れ」(Farewell)
- 第29話「声」（Vox）
- 第30話「ラスト・ジェネレーション」 (The Last Generation)